# Călugărenii Noi
Călugărenii Noi – wieś w Rumunii, w okręgu Botoszany, w gminie Ungureni. W 2011 roku liczyła 446 mieszkańców.